# D&D파마텍
주식회사 D&D파마텍(영어: D&D Pharmatech)은 대한민국의 신약개발 바이오 기업이다.
이슬기 대표의 아버지는 이강춘 성균관대학교 약대 석좌교수가 치료 후보물질을 처음 발견하여 아들 이대표가 이를 신약으로 개발하고 있다.

## 투자
2018년 시리즈A 투자에 스마일게이트인베스트먼트, 인터베스트, LB인베스먼트, 마그나인베스트먼트, 옥타브라이프사이언스 등이 190억원을 투자했고 2019년 시리즈B 투자에는 옥타브라이프사이언스, 스마일게이트인베스트먼트, 인터베스트가 1410억원을 2020년 진행한 590억원 규모의 프리IPO에는 기업가치를 약 6000억원로 보아 프랙시스캐피탈, DS자산운용, 큐더스벤처스, 한국투자증권이 참여했다.

## 상장
2020년, 2021년 두 차례 코스닥 기술특례상장을 위한 상장예비심사에서 탈락했으며 낮은 재무건전성으로 인해 회계법인으로부터 '계속기업 가정의 불확실성'이 존재한다는 의견을 받았다.  2023년에 상장 주관사를 한국투자증권으로 다시 상장예비심사를 청구했다

## 역사 및 현황
2014년 11월 28일에 설립되었으며 2024년 5월 2일 코스닥시장에 상장하였다.